# Franz Böhm (filmregissör)
Franz Böhm, född 1999, är en BAFTA-belönad brittisk-tysk filmregissör och producent.

## Biografi
Böhm föddes 1999 i Stuttgart i Tyskland. Efter att hans far dog när han var 11 år började Böhm arbeta på ett flertal filmer och reklamfilmer som runner eller produktionsassistent.
Vid 16 års ålder regisserade han sin första kortfilm, Harmony of Others, som utforskar interaktionen mellan ungdomar från olika sociala bakgrunder. Detta följdes 2017 av den medellånga, fiktionaliserade dokumentären Christmas Wishes, som berättar historien om två hemlösa personer i Berlin. Inför filmen tillbringade Böhm en vecka tillsammans med hemlösa. Projektet vann 2017 års BW Youth Film Award och fick utmärkelser på olika filmfestivaler.
Under 2019 gjorde Böhm sin internationella debut med kortfilmen Good Luck. Den hade premiär på British Independent Film Festival 2019, där den vann priset för "Best Cinematography".
Han långfilmsdebuterade 2021 med dokumentären Dear Future Children. Filmen vann Audience Award vid världspremiären på Max Ophüls Prize Film Festival och vid den schweiziska premiären på International Film Festival and Forum on Human Rights. Den nominerades också till flera stora internationella dokumentärfilmfestivaler, inklusive CPH:DOX och Hot Docs, där den vann publikens pris.
Filmen fokuserar på ung, internationell aktivism genom erfarenheterna från tre aktivister från Hongkong, Uganda och Chile. Projektet finansierades via Kickstarter med €22 039 från 391 backers.
Böhm blev 2022 den yngsta regissören att vinna både publikens pris och det stora priset vid German Documentary Film Award.
Böhm tog sin masterexamen i regi vid National Film and Television School i Beaconsfield, England. Hans examensfilm Rock, Paper, Scissors vann kategorin Best British Short Film vid BAFTA Awards 2025. Filmen är baserad på den sanna historien om en ung ukrainsk soldat som Böhm träffade i Storbritannien.
I huvudrollen ses den ukrainske skådespelaren Oleksandr Rudynskyi. Filmen är en brittisk produktion och hade premiär på Show Me Shorts Film Festival i Nya Zeeland den 13 oktober 2024, en festival som kvalificerar till Academy Award®. Den visades också på British Urban Film Festival, Aesthetica Film Festival, Cambridge Film Festival, Norwich Film Festival samt St. Louis International Film Festival i USA, där den nominerades till Audience Award for Best Live Action Short Film.